# Omar Rudberg
Omar Rudberg   (Anaco, 12 de novembre de 1998) és un cantant i actor suec d'origen veneçolà conegut per haver actuat en la sèrie de Netflix Young Royals.

## Trajectòria
Va néixer a Veneçuela i es va traslladar a Suècia amb sa mare a sis anys. Va participar en el concurs de talents Talang 2010, emès al canal de televisió TV4. Entre el 2013 i el 2017, va formar part de la boyband FO&O. Després, va concursar amb la banda en el Melodifestivalen 2017, transmès per Sveriges Television, i van arribar a la final amb la cançó Gotta Thing About You. Aquell any, van anunciar la dissolució del grup.
Va debutar en solitari el 2018, amb el senzill Que pasa, en col·laboració amb el raper Lamix, i va seguir-li La mesa amb el raper Elias Hurtig. Més tard, hom va revelar que participaria en el Melodifestivalen 2019 amb la cançó Om om och om igen. No es va classificar en les eliminatòries, però va representar el seu primer hit en el top 20 de música a Suècia com a artista individual.
Notòriament, el 2021 va coprotagonitzar amb Edvin Ryding la sèrie de Netflix Young Royals en interpretar Simon Eriksson. Va prendre part novament en el Melodifestivalen 2022, amb la cançó Moving Like That, però no va reeixir-hi tampoc.

## Vida personal
Pel que fa a l'orientació sexual, no li agrada etiquetar-se i ha afirmat que s'enamora independentment del sexe de la persona en tant que ha sortit amb noies i nois.

## Discografia

### Àlbums d'estudi
- OMR (TEN Music Group, 2022)

### Discs de llarga durada
- Omar Covers (TEN Music Group, 2021)

### Senzills
- Que pasa (2018), amb Lamix
- La mesa (2018), amb Elias Hurtig
- Om om och om igen (2019)
- På min telephone toda la noche (2019)
- Dum (2020)
- Jag e nån annan (2020)
- Läppar (2020)
- Alla ba ouff (2021)
- It Takes a Fool to Remain Sane (2021)
- Yo dije ouff (2021)
- Mi casa su casa (2022)
- Moving Like That (2022)
- La Incondicional (2022), amb Benjamin Ingrosso
- Nakna (2022), amb Victoria Nadine
- Todo De Ti (All That She Wants) (2022)
- Simon's Song (2022), de la sèrie de Netflix Young Royals

## Filmografia
| Any   | Títol        | Paper          | Notes          | Ref.   |
| ----- | ------------ | -------------- | -------------- | ------ |
| 2021- | Young Royals | Simon Eriksson | Coprotagonista | [ 10 ] |

## Premis i nominacions
| Any  | Premi                                       | Categoria                     | Obra         | Resultat  | Ref.   |
| ---- | ------------------------------------------- | ----------------------------- | ------------ | --------- | ------ |
| 2021 | Festival Internacional de Cinema d'Estocolm | Estrella emergent             | Young Royals | Nominat   | [ 11 ] |
| 2022 | Premis Gaygalan                             | Millor duo (amb Edvin Ryding) | Young Royals | Guanyador | [ 12 ] |
| 2022 | Riagalan                                    | Perfil de l'any               | Young Royals | Nominat   | [ 13 ] |
| 2022 | Kristallen                                  | Millor paper secundari        | Young Royals | Nominat   | [ 14 ] |